# 北京通州万达广场

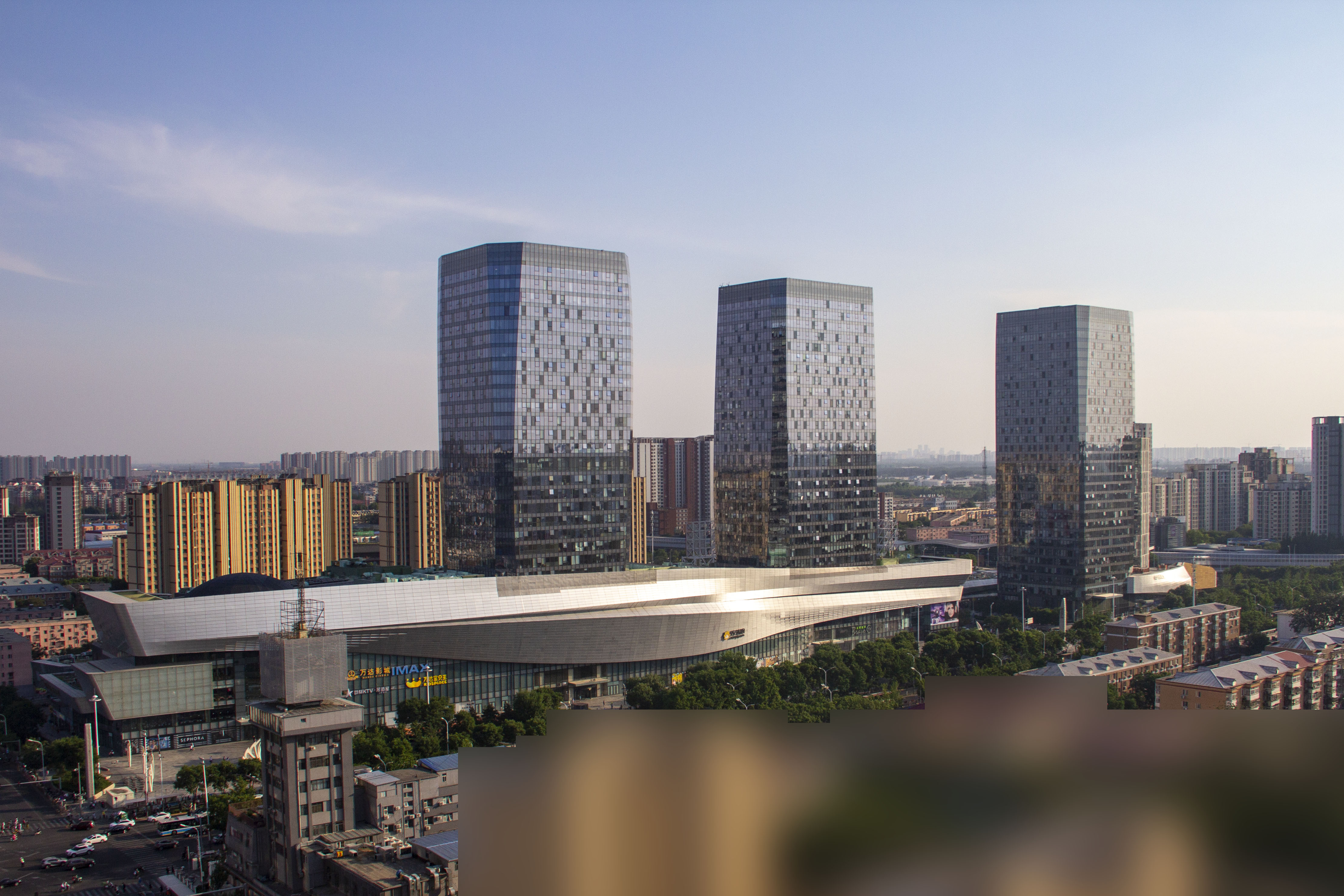
通州万达广场

北京通州万达广场位于通州区新华西街58号的一座万达广场，2014年11月29日自持物业部分开业。广场总建筑面积58万平方米，包括大型购物中心、5A高档写字楼、商业步行街、酒楼、普通写字楼、住宅等多物业形态。2015年8月，可售物业部分竣工并交房入住。